# Striomiaena
Striomiaena is een kevergeslacht uit de familie van de boktorren (Cerambycidae). De wetenschappelijke naam van het geslacht werd voor het eerst geldig gepubliceerd in 1963 door Breuning.

## Soorten
Striomiaena is monotypisch en omvat slechts de volgende soort:
- Striomiaena densepunctata Breuning, 1963